# Музей С.З.Божка
Музей С.З.Божка — кімната-музей Сави Божка. Представлені твори письменника, фотографії рідних і близьких письменнику людей.

## Історія
Музей присвячений донбаському письменнику Саві Божку. Над експозицією музею двадцять років працювали учні та викладачі школи № 2 міста Покровська.
Ім’я письменника повертається до народу. У 1986 році у видавництві «Дніпро» вийшло друге видання роману «В степах». На початку 90-х років повість С. Божка «Над колискою Запоріжжя» була включена до збірника історичних повістей та оповідань. Видана вона в Києві.
Завдяки вчителю української мови та літератури загальноосвітньої школи № 12 міста Красноармійська Надії Григорівні Божко створено музей письменника-земляка. Там зібрано свідчення про трагічну, але разом з тим високу долю людини, що любила життя і свій рідний край. У музеї можна побачити і портрет С. Божка під чудовими рушниками, і вишивані сорочки, і домашнє начиння українських осель. Музей відвідують не лише учні цієї школи, але школярі, студенти з інших міст Донбасу.